# کارولین لیند
کارولین لیند (انگلیسی: Caroline Lind؛ زادهٔ ۱۱ اکتبر ۱۹۸۲) قایقران روئینگ اهل ایالات متحده آمریکا است.
وی در مسابقات کشوری و بین‌المللی در مجموع برندهٔ ۸ مدال طلا شده‌است.